# Nolasodes
Nolasodes là một chi bướm đêm thuộc họ Noctuidae.